# Шварц, Дина Морисовна
Дина Морисовна Шварц (27 апреля 1921 — 5 апреля 1998) — советский и российский театровед, заслуженный деятель искусств РСФСР (1984). Друг и помощник Георгия Товстоногова. 

## Биография
Отец, портной Мовша (Морис) Абович Шварц (1892, Ковно — ?), женился на портнихе Либе (Любови) Израилевне Рубиной (1896, Росица — ?) 2 сентября 1918 года в Петрограде и вместе с ней ушёл воевать против белых. В Сибири, в действующей армии, у них родилась дочь Дина. 
Морис Шварц работал бригадиром на фабрике имени Володарского, в 1930 году поступил в Академию лёгкой промышленности имени Кирова, а в 1932 году был назначен директором швейной фабрики имени Мюнценберга. Расстрелян «за подрыв швейной промышленности» в мае 1937 года, мать также была репрессирована, прошла тюрьмы, лагерь и ссылку.
В 1945 году окончила Ленинградский театральный институт. Мечтала стать актрисой. В 1949—1956 годах заведовала литературной частью Ленинградского театра им. Ленинского комсомола.
В 1956 году вместе с Георгием Товстоноговым пришла в Большой драматический театр, где до кончины работала на должности заведующей литературной частью. Сам режиссёр говорил о Дине Шварц: «Для меня она — первый советчик, то зеркало, на которое каждому из нас бывает необходимо оглядываться. Её амальгама отражает чисто, верно и глубоко».
Похоронена на Волковском кладбище в Санкт-Петербурге (под одной могильной плитой с дочерью, поэтессой Еленой Шварц).

## Семья
Дочь — поэтесса Елена Шварц.
Двоюродный брат — боксёр Леонид Шейнкман.